# Ibititá
Ibititá là một đô thị thuộc bang Bahia, Brasil. Đô thị này có diện tích 564,921 km², dân số năm 2007 là 17972 người, mật độ 31,81 người/km².